# Молокша (приток Чёрного Луха)
Молокша — река в России, протекает в Макарьевском районе Костромской области. Устье реки находится в 30 км по правому берегу реки Чёрный Лух. Длина реки составляет 20 км.
Исток реки находится в лесах близ границы с Нижегородской областью в 44 км к юго-востоку от Макарьева. Течёт на запад по ненаселённому, частично заболоченному лесу. Крупных притоков и населённых пунктов нет. Впадает в Чёрный Лух ниже деревни Юрово.

## Данные водного реестра
По данным государственного водного реестра России относится к Верхневолжскому бассейновому округу, водохозяйственный участок реки — Унжа от истока и до устья, речной подбассейн реки — Бассей притоков Волги ниже Рыбинского водохранилища до впадения Оки. Речной бассейн реки — (Верхняя) Волга до Куйбышевского водохранилища (без бассейна Оки).
По данным геоинформационной системы водохозяйственного районирования территории РФ, подготовленной Федеральным агентством водных ресурсов:
- Код водного объекта в государственном водном реестре — 08010300312110000016782
- Код по гидрологической изученности (ГИ) — 110001678
- Код бассейна — 08.01.03.003
- Номер тома по ГИ — 10
- Выпуск по ГИ — 0